# Bisnis Indonesia
Bisnis Indonesia is een dagblad in Indonesië, dat zich voornamelijk richt op het financiële nieuws in dat land en het zakennieuws. Het blad werd in 1985 opgericht door enkele zakenmannen: Sukamdani Sahid Gitosardjono (van de Sahid Group), Ciputra (Ciputra Group) en Anthony Salim (Salim Group), en media-veteraan  Eric Samola. Het eerste nummer kwam uit op 14 december 1985. De huidige hoofdredacteur (2012) is Arief Budisusilo. De krant is gevestigd in Jakarta.